# Національний статистичний комітет Республіки Білорусь
Національний статистичний комітет Республіки Білорусь (Білстат) — національний орган статистики Білорусі, центральний орган виконавчої влади із спеціальним статусом. Белстат підпорядковується безпосередньо Президенту Республіки Білорусь.
Забезпечує проведення в життя державної політики в галузі статистики, створення і належне функціонування загальнодержавної системи економіко-статистичної інформації на території Білорусі. Є спеціально уповноваженим центральним органом виконавчої влади у галузі статистики.
У безпосередньому віданні Білстату перебувають обласні статистичні управління та статистичне управління м. Мінська.

## Історія
Від 12 серпня 1987 року Центральне статистичне управління Білоруської РСР перетворене у Державний комітет Білоруської РСР по статистиці.
Указом Президента Республіки Білорусь від 23 вересня 1994 року Державний комітет Республіки Білорусь за статистикою i аналізу перетворений в Міністерство статистики та аналізу Республіки Білорусь.
Указом Президента Республіки Білорусь від 26 серпня 2008 року № 445 Міністерство статистики та аналізу Республіки Білорусь перетворено в Національний статистичний комітет Республіки Білорусь. Дане перетворення викликано необхідністю збереження одного з основних принципів офіційної статистики, закріпленого в Законі Республіки Білорусь «Про державну статистику» — принципу незалежності при здійсненні державної статистичної діяльності.